# ローズ (映画)
『ローズ』（原題：The Rose）は、1979年製作のアメリカ映画。マーク・ライデル監督。ヒロインのローズはジャニス・ジョプリンがモデルとなっている。
主演のベット・ミドラーが歌った主題歌の「ローズ」は、現在までに数多くの歌手がカバーし、スタンダード・ナンバーになっている。

## ストーリー
ベトナム戦時中の60年代、アメリカを舞台に、酒と麻薬に溺れながらも歌いつづけた女性ロック・シンガー「ローズ」の愛と激情の人生を描いている。

## キャスト
| 役名                         | 俳優                         | 日本語吹替                      |
| ---------------------------- | ---------------------------- | ------------------------------- |
| メアリー・ローズ・フォスター | ベット・ミドラー             | 弥永和子                        |
| ラッジ・キャンベル           | アラン・ベイツ               | 阪脩                            |
| ヒューストン・ダイアー       | フレデリック・フォレスト     | 塩沢兼人                        |
| ビリー・レイ                 | ハリー・ディーン・スタントン | 石井敏郎                        |
| デニス                       | バリー・プリマス             | 千田光男                        |
| マル                         | デヴィッド・キース           | なし                            |
| サラ・ウィリンハム           | サンドラ・マッケイブ         | 宗形智子                        |
| レオナール                   | ウィル・ヘアー               | なし                            |
| モンティ                     | ルディ・ボンド               | 上田敏也                        |
| ドン・フランク               | ドン・カルファ               | なし                            |
| サム                         | ジェームズ・キーン           | なし                            |
| ローズの母                   | ドリス・ロバーツ             | セリフなし                      |
| ミレッジ                     | ジョン・デニス・ジョンストン | 屋良有作                        |
| 浴場係員                     | ヴィクター・アルゴ           | 江原正士                        |
| その他                       |                              | 島香裕 山口健 稲葉実 後藤真寿美 |

- 日本語吹替：初回放送1986年3月21日 TBS『金曜ロードショー』。DVD・BDに収録。

## スタッフ
- 監督：マーク・ライデル
- 製作：マーヴィン・ワース、アーロン・ルッソ
- 製作総指揮：トニー・レイ
- 原案：ビル・カービイ
- 脚本：ビル・カービイ、ボー・ゴールドマン
- 撮影：ヴィルモス・スィグモンド
- 音楽：ポール・A・ロスチャイルド
- 主題歌：アマンダ・マクブルーム

### 日本語版
- 演出：田島荘三
- 翻訳：磯村愛子
- 調整：近藤勝之
- 効果：新音響
- 制作：コスモプロモーション

## オリジナル・サウンドトラック曲目
1. フーズ・サイド・アー・ユー・オン
2. ミッドナイト・イン・メンフィス
3. コンサート・モノローグ
4. 男が女を愛する時
5. ソールド・マイ・ソウル・トゥ・ロックン・ロール
6. キープ・オン・ロッキン
7. ラヴ・ミー・ウィズ・ア・フィーリング
8. カメリア
9. ホームカミング・モノローグ
10. ステイ・ウィズ・ミー
11. 私といておくれベイビー
12. ローズ

## 脚註
1. ↑  映画『おもひでぽろぽろ』の主題歌「愛は花、君はその種子」として邦訳されている。
2. ↑  セリフを発するシーンカット
3. 1 2  出演シーンカット